# Пеноплэкс
«Пеноплэкс» — российская компания, производитель тепло- и гидроизоляционных, а также декоративно-отделочных материалов на основе полимеров, основной вид продукции — теплоизоляционные плиты из экструзионного пенополистирола (номинальной мощностью более 3 млн м³ в год, 2018). Имеет 9 заводов, расположенных в 8 городах России и Казахстана.

## История
Основана в 1998 году Андреем Катковым, бывшим на тот момент председателем совета директоров банка «Россия» и партнёром Геннадия Тимченко в нескольких компаниях-экспортёрах нефтепродуктов. В том же году открыт первый завод по изготовлению теплоизоляционных плит в городе Кириши Ленинградской области. В 2003 году на предприятии пущена установка по синтезу полистирола общего назначения производительностью 50 тыс. тонн в год. В 2004 году, после запуска в эксплуатацию двух новых технологических линий, объём выпуска плит вырос до 500 тыс. м³ в год.
В 2005—2007 годах открыты заводы по производству ЭПС-плит в Перми, Новосибирске и Таганроге. К 2006 году компания заняла 50 % российского рынка плит из экструзионного пенополистирола.
В 2007 году в Киришах открыто производство гидроизоляции из полимерной мембраны.
В 2008 году пущен завод мощностью 350 тыс. м³ в год в городе Капшагай Алматинской области Республики Казахстан, в 2011 году там также было начато изготовление декоративно-отделочных материалов из полистирола.
В период 2009—2010 года компания, развивавшаяся за счёт заёмных средств, в связи с общим экономическим кризисом столкнулась со значительными сложностями в обслуживании долговой нагрузки, проведена серия реструктуризаций
В 2012 году введены в эксплуатацию новые заводы по выпуску плит в Хабаровске и Черемхове (Иркутская область). В 2013 году запущена производственная линии на заводе в Новомосковске (Тульская область).
В июле 2019 года открыт завод в Заволжье Нижегородской области. На нём введена в строй линия по выпуску теплоизоляционных XPS плит производительностью до 500 тыс. кубометров ежегодно.
В 2019 году стало известно о покупке завода "Ravatherm".
В ноябре 2021 года стало известно об инвестициях компании "Пеноплэкс" в строительство производственной линии по выпуску высококачественной теплоизоляции из экструзионного пенополистирола в Московской области. 